# Nowe Ujeścisko
Nowe Ujeścisko (kaszb. Nowé Ùjéscëskò, niem. Neuwonneberg) – część miasta Gdańska, w dzielnicy Wzgórze Mickiewicza.
Nowe Ujeścisko zostało przyłączone w granice administracyjne miasta 5 października 1954.